# AZON
AZONとはアメリカ合衆国が第二次世界大戦中に開発、投入した誘導爆弾である。AZONの由来は「Azimuth only（方位のみ）」という秘匿名称に基づく。

## 経緯
1942年、米国防研究委員会（NDRC）では誘導爆弾の開発を進めていた。この時点では投下された爆弾の回転の抑制が不完全であることから誘導が不正確だった。こうした欠点を踏まえ、1943年5月、AZONが開発された。使用機種はB-17、B-24、B-25、B-26爆撃機、またP-38双発戦闘機である。命中比較実験の結果、無誘導爆弾とAZONとの精度は29対1であることが確認された。
この当時、ドイツでも各種誘導爆弾が開発されており、イギリスに本拠を置くアメリカ陸軍航空軍第8司令部ではこうした兵器の情報を分析していた。1940年開発のHs 293は1943年8月にイギリスのスループ艦を撃沈、また1938年開発のフリッツXは1943年9月8日の投入でイタリア海軍の戦艦「ローマ」を撃沈している。このような動向から第8航空軍は国防省に対し、誘導兵器の開発を強く要求した。
1943年9月末、実戦投入の要求にこたえるものとして、国防省はランド・コーポレーションにAZONの開発促進を要請した。同社は無線操縦の戦車・航空機を用いて誘導試験を進め、1944年初頭に誘導システムを完成させた。カラーフィルムによるAZONと従来の無誘導爆弾との比較説明を受けた高級将官のうち、第8航空軍司令官ジェームス・H・ドーリトル中将はこの兵器が橋梁と鉄道の精密爆撃に適すると考え、軍への即時配備を求めた。1944年3月から4月にかけ、AZONは2,000セットが発注された。第8航空軍ではさらに緊急のものとして100から可能ならば300セットを要求し、ランド・コーポレーションは生産を加速させた。

## 投入と戦果
ノルマンディー上陸作戦を支援するため、第8、第9航空軍はドイツ側の輸送網に精密爆撃を加える手段としてAZONの投入を決意した。初の出撃計画が予定されたのは1944年5月8日である。目標はフランス沿岸の要塞砲、Uボート用の乾ドック、主要な橋梁である。しかしこの作戦は準備不足から延期された。
1944年5月23日、AZON誘導爆弾4発を搭載した第8航空軍のB-24が1機、また護衛としてP-51が8機投入された。爆撃機は東イングランドの基地から出撃、目標はノルマンディーに近い内陸部の4箇所の橋梁であり、爆撃手は良好な天候と護衛に助けられて橋梁の完全破壊に成功した。投下実験は5月末まで続き、中隊の爆撃手は良好な精度を示した。
1944年5月31日、本格的な実戦投入が行われた。5機のB-24に41機のP-51が護衛に付き、パリ郊外のセーヌ川の橋梁を攻撃したものの成果はほぼ得られなかった。
6月6日にはノルマンディー上陸作戦が決行され、こののちの1944年6月22日、第9航空軍はB-26爆撃機19機を用いてフランスのソミュールを流れるロワール川の鉄道橋を攻撃した。爆撃機編隊は長さ110mの標的に対し、高度6100mからAZONと無誘導爆弾を投下して破壊に成功した。この時のAZONは爆撃手が目視判別できるよう、煙の色が何色かに分けられていた。これらの戦訓からAZONの搭載位置の変更、ノルデン爆撃照準器の併用による誤差修正などが行われた。
1944年末から1945年初頭、AZONは山岳地帯の橋梁への爆撃に用いられた。これらは通常では破壊困難なピンポイント爆撃が要求される目標で、AZONはオーストリアのドナウ川、イタリア北部のアヴィシオ川の橋梁などの破壊に成功した。
太平洋戦線では1944年末にAZONの投入が決定され、1944年12月27日、ビルマで最初の作戦が行われた。インドを本拠におく第10航空軍が日本軍の補給路を攻撃、橋梁に投下された無誘導爆弾は命中しなかったものの、AZONは橋梁に直撃し破壊に成功した。
1945年初頭、第10航空軍隷下の第7爆撃グループは太平洋戦線において広範囲に活動し、459発のAZONを投入、27箇所の橋梁と鉄道路を破壊している。

## 精度
第7爆撃グループのAZON投入における精度は10％から15％と結論された。こうした情報を分析した陸軍航空軍は、AZONが上げた成果は規模から見て総体的に乏しいと評価している。理由は幾つかが挙げられた。
- 目視誘導による精度の限界。投下高度が高すぎる場合、目標付近が霞んで見えた。最適な投下高度は4,500mとされた。
- 高度5,900m以上では爆弾の落下速度が速くなりすぎ、完全な制御が難しくなった。
- 通常、20％から40％の雲量で誘導不能となった。晴天であっても突然の雲が爆撃手の視界を遮れば誘導は不能となった。
- 強力な対空砲火が起こす爆発によって機体が揺らされ、照準がぶれる。

さらに以下の欠点があった。
- AZONの誘導時には爆撃機が水平飛行を維持し、回避運動が禁止された。また対空砲の標的となりやすく、強力な防御砲撃の行われる目標には投入できない。
- 悪天候に出撃の可否が大きく左右される。1944年のヨーロッパの天候は、イギリスでは「40年来の悪天候」と評価するほどであり、ノルマンディー上陸作戦の行われた日の第753爆撃中隊は、1日に3度の出撃取りやめが出された。

とはいうものの、AZONそれ自体の誘導システムはおおむね良好に作動し、実戦運用も可能だった。照準装置と操縦安定の精度に改良が加えられたRAZONが開発されたが、完成は戦後となった。

## 構造

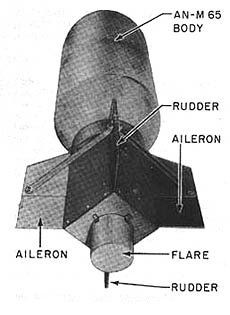

AZONは前部に通常の汎用爆弾の弾体を備え、後部に誘導システムを組み込んでいる。このため無誘導爆弾にキットを装着するだけで誘導爆弾とすることができ、低コスト化を図っている。
弾体にはAN-M65 1,000ポンド（454kg）爆弾が用いられている。この後部には長方体が取り付けられ、その4隅から安定板が伸ばされている。長方体の区画前部は24Vのバッテリーと無線受信機、ジャイロ安定装置を収容した。区画後部にはスイッチを操作するソレノイド装置、操縦舵制御電動モーターが組み込まれている。安定板の後部には4枚の操縦舵が取り付けられた。また安定板同士を接続している棒は信号受信アンテナと支持架を兼ねている。長方体の最後部に取り付けられた円筒形の装置はT7可視追尾装置である。これは投下時に発煙し、爆撃手の目視誘導操作を助ける。
爆撃手はリモートコントロール可能な操作ボックスによって母機からAZONを誘導する。誘導信号は母機搭載のペリカン・レーダー・アンテナからAZONへと発信された。